# Sing It High - A Collection of Singles
Sing It High - A Collection of Singles è la quarta raccolta del cantautore statunitense Neal Morse, pubblicata nel 2007 dalla Radiant Records.

## Descrizione
Contiene una selezione di oltre dieci brani che spaziano tra la carriera solista di Morse, passando anche per i due album dei Transatlantic SMPT:e e Bridge Across Forever.

## Tracce
Testi e musiche di Neal Morse.
1. The Change
2. We All Need Some Light
3. Sing It High
4. Bridge Across Foreve
5. All I Ask For
6. I Am Willing
7. Wind at My Back
8. Cloudburst
9. Oh Lord My God
10. Cradle to the Grave
11. I Sing My Love
12. Outside Looking In
13. There Is Nothin' That God Can't Change
14. King Jesus

## Formazione
Musicisti
- Neal Morse – voce (eccetto traccia 11), tastiera e chitarra(tracce 1-3, 5, 6, 8, 9, 12 e 14), basso (tracce 1, 6, 8 e 9), pianoforte (traccia 4), chitarra acustica (tracce 7, 10 e 13)
- Nick D'Virgilio – batteria (traccia 1)
- Susanne Christian – cori (traccia 1)
- Mike Portnoy – batteria (tracce 2, 3, 5, 6, 9, 12 e 14)
- Pete Trewavas – basso (traccia 2)
- Roine Stolt – chitarra, tastiera, percussioni e cori (traccia 2), effetti (traccia 4)
- Eric Brenton – violino (tracce 3 e 6)
- Steve Farmer – voce (traccia 3)
- Rick Altizer – cori (tracce 3, 9 e 11)
- Johnny Cox – pedal steel guitar (traccia 3)
- Randy George – basso (tracce 5, 12 e 14)
- Chris Carmichael – strumenti ad arco (tracce 5, 11 e 12), violino (traccia 6)
- Rachel Rigdon – strumenti ad arco (tracce 5, 11 e 12)
- Pamela Ward – cori (traccia 6)
- Aaron Marshall – cori (traccia 6)
- Collin Leijenaar – batteria (tracce 7 e 10)
- Elisa Krijgsman – chitarra e voce (tracce 7 e 10)
- Wilco van Esschoten – basso (tracce 7 e 10), voce (traccia 7)
- Jessica Koomen – voce e tastiera (tracce 7 e 10)
- Henk Doest – tastiera (tracce 7 e 10)
- Scott Williamson – batteria (traccia 8)
- Mark Leniger – sassofono (traccia 8)
- Debbie Bressee – cori (traccia 8 e 11)
- April Zachary – cori (traccia 8)
- Wil Morse – voce (traccia 10)
- Ken Lewis – batteria (traccia 11)
- Joey Pippin – cori (traccia 11)
- Amy Pippin – cori (traccia 11)
- Revonna Cooper – cori (traccia 11)
- Wade Brown – cori (traccia 11)
- Brandon Funk – cori (traccia 11)
- Stacie Funk – cori (traccia 11)
- Terry White – cori (traccia 11)
- Missy Hale – cori (traccia 11)
- Angela Cruz – cori (traccia 11)
- Mandisa – cori (traccia 11)
- Alicia – cori (traccia 11)
- Hannah Vanderpool – strumenti ad arco (traccia 11)
- Alan Morse – cori (traccia 12)

Produzione
- Neal Morse – produzione, missaggio (tracce 7, 8, 10 e 13)
- Terry Christian – missaggio (tracce 1 e 11)
- Rich Mouse – missaggio (tracce 2-6, 9, 12 e 14)
- Jerry Guidroz – missaggio (tracce 7, 8 e 10)